# Villabaruz de Campos
Villabaruz de Campos è un comune spagnolo di 37 abitanti situato nella comunità autonoma di Castiglia e León.